# Sayalonga
Sayalonga is een gemeente in de Spaanse provincie Málaga in de regio Andalusië met een oppervlakte van 18 km². In 2007 telde Sayalonga 1490 inwoners.